# Ratolí marsupial triratllat
El ratolí marsupial triratllat (Myoictis melas) és una espècie de marsupial dasiüromorf. Aquest marsupial carnívor viu a Indonèsia i Papua Nova Guinea.